# Guglielmo Raimondo II di Moncada
Guglielmo Raimondo di Moncada e Tornamira, signore di Aitona (in catalano Guillem Ramon de Montcada i de Tornamira, in spagnolo Guillhermo Ramón de Moncada y Tornamira; 1175 circa – 1228), è stato un nobile e militare spagnolo del XIII secolo, capostipite del ramo spagnolo dei Marchesi di Aitona.

## Biografia
Figlio di Raimondo I, signore di Tortosa, e di Raimonda di Tornamira, ereditò dal padre il titolo di siniscalco di Barcellona. Nel 1222, sposò Costanza d'Aragona figlia naturale del sovrano Pietro II di Aragona - che gliela promise in sposa  nel 1212 - da cui ebbe tre figli (Guglielmo Raimondo, Pietro, Raimondo).
Attraverso questo matrimonio, i Moncada ebbero in dote la signoria sui castelli e le città di Aitona, Albalate de Cinca, Mequinenza, Seròs e Soses, Procuratore del Regno d'Aragona dal 1212, e fu uno dei capi della fazione nobiliare detta dei "quattro Montcada" (1224), avversa a quella dei Cardona e dei Cabrera, in particolare al visconte Guerau IV di Cabrera, usurpatore della contea di Urgell.
Morto nel 1228, il figlio Pietro gli succedette alla carica di siniscalco di Barcellona.